# 한복려

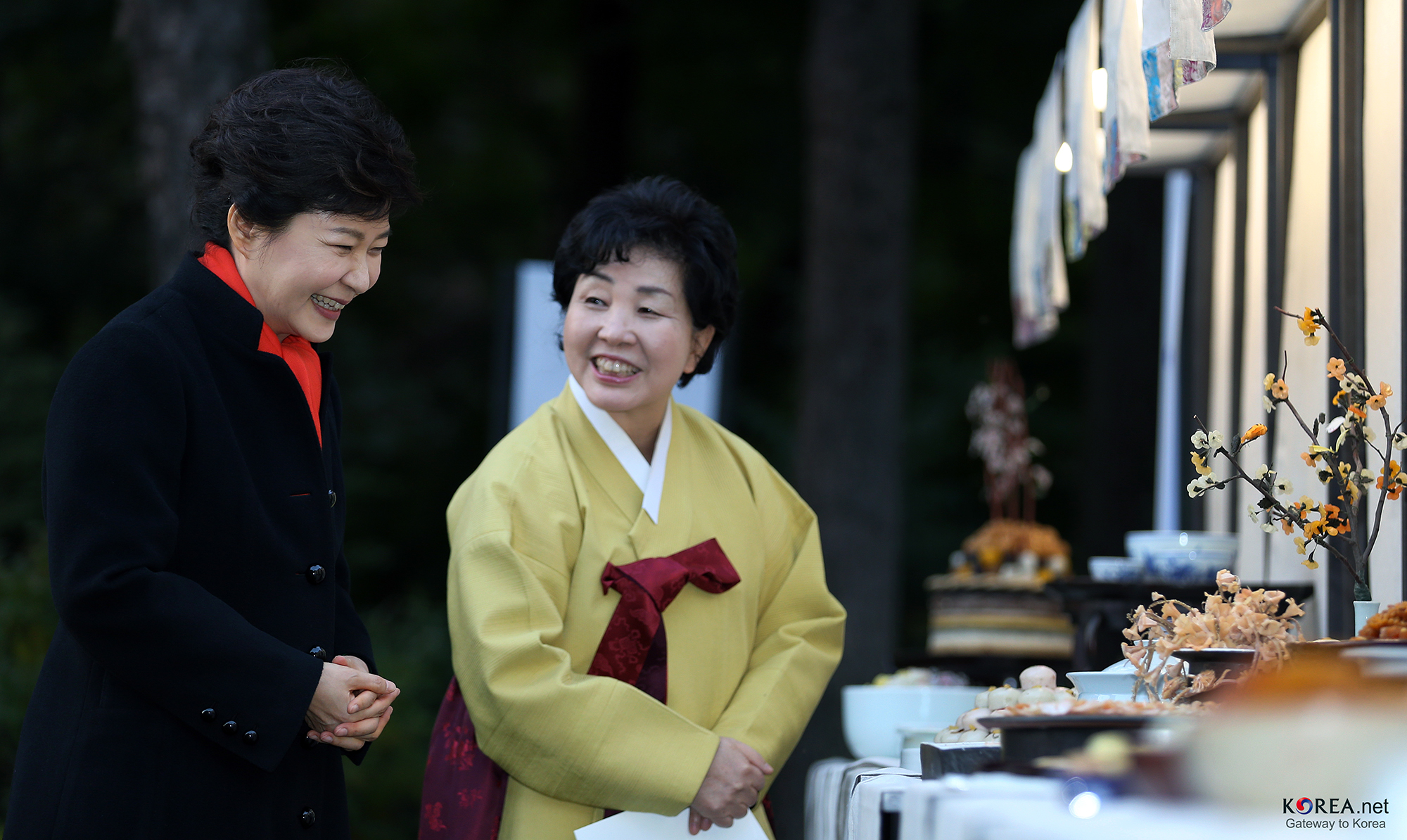
박근혜 전 대통령 옆에 한복려씨가 전시된 궁중전통음식을 소개하고 있다.

한복려(韓福麗, 1947년 5월 13일 ~ )는 대한민국의 조선왕조 궁중음식 연구가이다.
1947년 궁중 음식 연구가인 황혜성의 장녀로 태어나 서울시립대학교 원예과와 고려대학교 식품공학과 석사과정을 거쳐 명지대학교 식품영양학과 박사학위를 받았다. 궁중 음식의 체계화에 힘썼던 어머니의 뒤를 이어 궁중 음식의 재현 및 현대화에 공헌한 것이 인정되어 문화부장관 표창을 받았다. 2000년 남북정상회담 만찬의 메뉴개발과 지원에 참여했으며, 드라마 대장금의 요리자문을 맡기도 했다.
현재 궁중음식연구원 원장이며 한식당 ‘지화자’와 ‘궁연’을 운영하고 있다. 2007년 국가무형문화재 제38호 조선왕조 궁중 음식 기능보유자로 지정되었다.

## 저서
- 〈궁중음식과 서울음식〉 (빛깔있는 책 시리즈) 대원사.1985
- 〈떡과 과자〉 (빛깔있는 책 시리즈) 대원사. 1989
- 〈수험생.어린이.직장인을 위한 영양만점 도시락.간식〉계몽사. 1989
- 〈한국의 전통음식〉 교문사. 1991
- 〈한복려의 밥〉 뿌리깊은 나무. 1991
- 〈서울음식과 궁중음식〉(빛깔있는 책 시리즈) 대원사. 1995
- 〈종가집 시어머니 장담그는 법〉 둥지. 1995
- 〈궁중의 식생활〉 한국음식대관 제6관, 한국문화보호재단. 1997
- 〈한복려를 따라하면 요리가 즐겁다〉 중앙M&B. 1998
- 〈우리가 정말 알아야 할 우리 음식 백가지〉 현암사. 1998
- 〈우리가 정말 알아야 할 우리 김치 백가지〉 현암사. 1999
- 〈쉽게 맛있게 아름답게 만드는 떡〉 궁중음식연구원. 1999
- 〈다시 보고 배우는 옛음식 음식디미방〉 궁중음식연구원.1999
- 〈한복려의 밑반찬 이야기〉 중앙M&B. 1999
- 〈쉽게 맛있게 아름답게 만드는 한과〉 궁중음식연구원. 2000
- 〈한복려.최난화의 한식코스요리〉 중앙M&B. 2000
- 〈한복려의 국.찌개.전골〉중앙M&B. 2000
- 〈한복려의 우리음식 287가지〉중앙M&B. 2001
- 〈다시 보고 배우는 조선무쌍신식요리제법〉 궁중음식연구원. 2001
- 〈황혜성, 한복려, 정길자의 대를 이은 조선왕조 궁중음식〉 궁중음식연구원. 2003
- 〈집에서 만드는 궁중음식〉 청림출판 2004년
- 〈반찬걱정 없애주는 요리책〉 중앙M&B. 2005
- 〈다시 보고 배우는 산가요록〉 궁중음식연구원. 2007
- 〈엄마가 딸에게 주는 요리책〉 주부생활. 2008

## 같이 보기
- 윤숙자
- 규합총서
- 수운잡방
- 도문대작